# أنتونيس مانتزاريس
أنتونيس مانتزاريس (باليونانية: Αντώνης Μάντζαρης)‏ مواليد 20 يونيو 1986 في أثينا، هو لاعب كرة سلة يوناني. بدأ مسيرته الاحترافية في سنة 2004. يلعب مع بيريستيري. يبلغ طوله 6 قدم 4 بوصة (1.9 م). لعب مع نادي إيه إي كي لكرة السلة ونادي بانلفسينياكوس لكرة السلة.

## روابط خارجية
- أنتونيس مانتزاريس على موقع الاتحاد الدولي لكرة السلة (الإنجليزية)
- أنتونيس مانتزاريس على موقع كرة السلة الأوروبية.كوم (الإنجليزية)
- أنتونيس مانتزاريس على موقع ريلجم (الإنجليزية)
- أنتونيس مانتزاريس على موقع سبورتس رفرنس (الإنجليزية)